# Spalax zemni
Spalax zemni je vrsta slepega kužeta, podzemnega glodavca, ki je razširjena v južnem delu osrednje Ukrajine – je torej ukrajinski endemit.

## Telesne značilnosti
Odrasli zrastejo 200–310 mm v dolžino in dosežejo 370–570 g telesne mase. Rep je tako kratek, da na zunaj ni viden. Kožuh je skrilasto siv z rdečkasto obrobo. Na glavi je dlaka svetlejše siva, pri nekaterih osebkih z belo progo ali lisami.
Od bližnje sorodnih vrst iz rodu Spalax se najzanesljiveje loči po anatomiji lobanjskih kosti, od vrste Nannospalax leucodon, ki živi zahodno od območja njene razširjenosti, pa tudi po sivem smrčku.

## Ekologija in vedenje
Naravni habitat vrste so peščena tla v stepskih območjih, sekundarno pa tudi umetno preoblikovana območja, kot so robovi cest in njive. Prehranjuje se z objedanjem podzemnih delov raznolikih rastlin, kot so lucerna, slak (Convolvulus), slezenovec (Malva) in mlade sadike dreves. Zaradi objedanja poljščin na njivah jo pridelovalci ponekod obravnavajo kot škodljivca.
Živali izkopljejo sistem rovov za prehranjevanje in prebivanje, pri čemer so prehranjevalni rovi plitko pod površjem, kamre za prebivanje, zaloge in iztrebljanje pa meter do skoraj tri metre globoko. Povezujejo jih krožni povezovalni rovi in 2–6 navpičnih rovov proti površju. Prehranjevalni rovi starejših osebkov lahko presegajo 200 m v dolžino. Na površju jih izdajajo krtine s približno pol metra premera in do četrt metra višine.

### Razširjenost
Še do razmeroma pred kratkim je bila vrsta razširjena po večjem delu Ukrajine med rekama Dneper na vzhodu in Tilihul na zahodu, nedaleč od meje z Moldavijo, proti severu pa vse do Kijeva. Jugovzhodno od areala, na levem bregu spodnjega toka Dnepra, živi sestrska vrsta Spalax arenarius. Vrsti sta se verjetno ločili, ko je reka Dneper spremenila tok in nepremostljivo oddelila del populacije. Zahodno od Tilihula živi vrsta Nannospalax leucodon.
Pri tem je bila na severu in zahodu nekdanjega območja razširjenosti poselitev zelo fragmentirana. Te populacije so v zgodnjem 20. stoletju v roku desetih let iz še nepojasnjenih razlogov izumrle, tako da se je območje skrčilo za polovico. Zdaj obsega le še ozemlja Mikolajivske, Dnepropetrovske, Hersonske in Kirovogradske oblasti, z izjemo ene znane izolirane populacije v zahodni Ukrajini blizu mesta Ivano-Frankivsk. V teh delih je populacija še številčna, kljub temu pa je zaradi hitrega upada v zadnjih letih Spalax zemni opredeljen kot prizadeta vrsta po merilih Svetovne zveze za varstvo narave.